# Coppa dell'Imperatore 1969
La Coppa dell'Imperatore 1969 è stata la quarantanovesima edizione della coppa nazionale giapponese di calcio.

## Formula
Formato (otto squadre che si affrontano in turni ad eliminazione diretta) e tipo di ammissione (otto squadre tra le prime quattro della Japan Soccer League e della All Japan College Football Championship) vengono confermati, ma viene abolita la finale per il terzo posto.

## Date
Tutte le gare del torneo si sono svolte al National Stadium di Tokyo, ad eccezione degli incontri dei quarti di finale
| Turno            | Data             |                 |
| ---------------- | ---------------- | --------------- |
| Quarti di finale | 21 dicembre 1969 |                 |
| Semifinali       | 30 dicembre 1969 |                 |
| Finali           | 1º gennaio 1970  | 1º gennaio 1970 |

## Squadre partecipanti
- Mitsubishi HI (Campione del Giappone)
- Toyo Kogyo (2° in Japan Soccer League)
- Nippon Steel (3° in Japan Soccer League)
- Furukawa Electric (4° in Japan Soccer League)
- Keiō Gijuku Daigaku (Vincitore della All Japan College Football Championship)
- Rikkyō University (Finalista della All Japan College Football Championship)
- Hosei Daigaku (3° in All Japan College Football Championship)
- Meiji Daigaku (4° in All Japan College Football Championship)

## Risultati
|  | Quarti di finale | Quarti di finale    | Quarti di finale  |            |               | Semifinali | Semifinali | Semifinali |  |  | Finale | Finale            | Finale |
|  |                  |                     |                   |            |               |            |            |            |  |  |        |                   |        |
|  |                  | Mitsubishi HI       | 1                 |            |               |            |            |            |  |  |        |                   |        |
|  |                  | Meiji Daigaku       | 0                 |            |               |            |            |            |  |  |        |                   |        |
|  |                  | Meiji Daigaku       | 0                 |            | Mitsubishi HI | 1          |            |            |  |  |        |                   |        |
|  |                  |                     |                   |            | Mitsubishi HI | 1          |            |            |  |  |        |                   |        |
|  |                  |                     | Rikkyō University | 2          |               |            |            |            |  |  |        |                   |        |
|  |                  | Nippon Steel        | Rikkyō University | 2          | 3             |            |            |            |  |  |        |                   |        |
|  |                  | Nippon Steel        |                   |            | 3             |            |            |            |  |  |        |                   |        |
|  |                  | Rikkyō University   | 3                 |            |               |            |            |            |  |  |        |                   |        |
|  |                  |                     |                   |            |               |            |            |            |  |  |        | Rikkyō University | 1      |
|  |                  |                     |                   | Toyo Kogyo | 4             |            |            |            |  |  |        |                   |        |
|  |                  | Toyo Kogyo          | 6                 |            |               |            |            |            |  |  |        |                   |        |
|  |                  | Hosei Daigaku       | 1                 |            |               |            |            |            |  |  |        |                   |        |
|  |                  | Hosei Daigaku       | 1                 |            | Toyo Kogyo    | 1          |            |            |  |  |        |                   |        |
|  |                  |                     |                   |            | Toyo Kogyo    | 1          |            |            |  |  |        |                   |        |
|  |                  |                     | Furukawa Electric | 0          |               |            |            |            |  |  |        |                   |        |
|  |                  | Furukawa Electric   | Furukawa Electric | 0          | 4             |            |            |            |  |  |        |                   |        |
|  |                  | Furukawa Electric   |                   |            | 4             |            |            |            |  |  |        |                   |        |
|  |                  | Keiō Gijuku Daigaku | 2                 |            |               |            |            |            |  |  |        |                   |        |

### Quarti di finale
| Squadra 1         | Risultato   | Squadra 2           |
| ----------------- | ----------- | ------------------- |
| Mitsubishi HI     | 1 - 0       | Meiji Daigaku       |
| Nippon Steel      | 3 - 3 (dts) | Rikkyō University   |
| Toyo Kogyo        | 6 - 1       | Hosei Daigaku       |
| Furukawa Electric | 4 - 1       | Keiō Gijuku Daigaku |

### Semifinali
| Squadra 1     | Risultato | Squadra 2         |
| ------------- | --------- | ----------------- |
| Mitsubishi HI | 1 - 1     | Rikkyō University |
| Toyo Kogyo    | 1 - 0     | Furukawa Electric |

### Finale
| Tokyo 1º gennaio 1970 | Toyo Kogyo | 4 – 1 | Rikkyō University | National Stadium |